# Thaumetopoea
Genre
Le genre Thaumetopoea désigne les Thaumétopées. Ce sont des lépidoptères de la famille des Notodontidae.
Sous leur forme imago (papillon), ces espèces sont des papillons de nuit sans trompe, vivant quelques jours sans se nourrir.
Sous leur forme chenille, elles portent le nom vernaculaire de processionnaires car ces larves grégaires se déplacent en file indienne. 

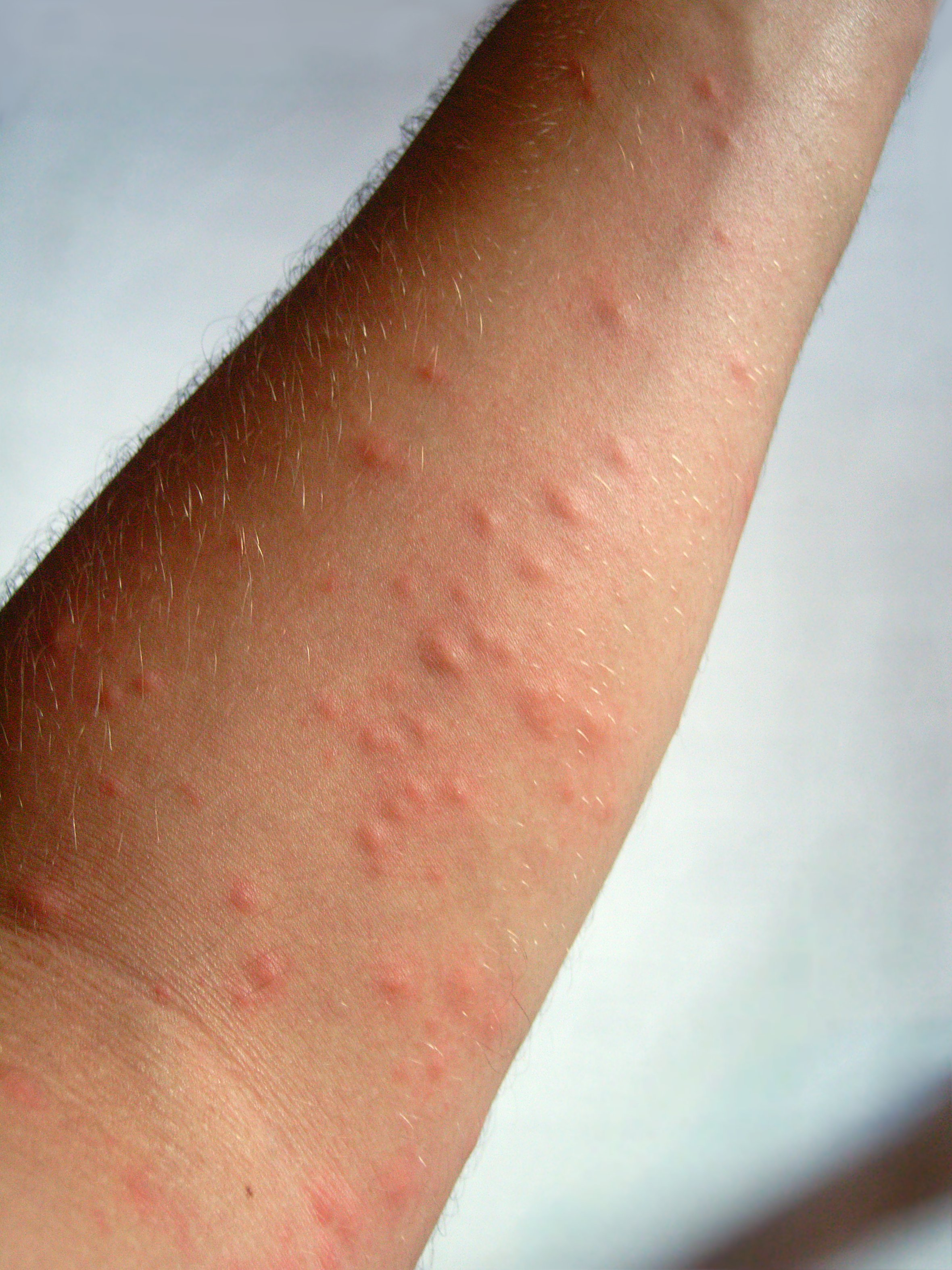
Certaines chenilles processionnaires (ici : Thaumetopoea processionea) peuvent être à l'origine d'allergies graves (respiratoire, cutanée, des muqueuses ou de l'œil).

## Liste des espèces

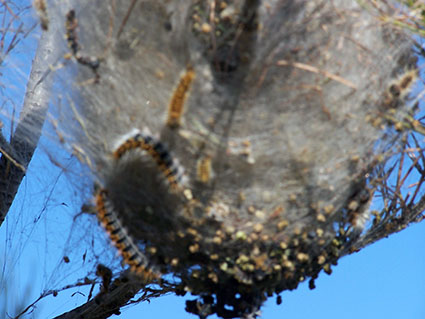
Nid de Thaumetopoea dans les Alpilles

- Thaumetopoea bonjeani (Powell, 1922) — Processionnaire de Bonjean.
- Thaumetopoea herculeana Rambur, 1840 — Herculéane.
- Thaumetopoea pinivora (Treitschke, 1834) ou Traumatocampa pinivora (Treitschke 1834) — Processionnaire pinivore.
- Thaumetopoea pityocampa (Denis et Schiffermüller, 1775) ou Traumatocampa pityocampa (Denis & Schiffermüller 1775) — Processionnaire du pin ou Bombyx pityocampe.
- Thaumetopoea processionea (Linnaeus, 1758) — Processionnaire du chêne.
- Thaumetopoea solitaria (Freyer, 1838) — Processionnaire du pistachier ou Solitaire.
- Thaumetopoea wilkinsoni Tams, 1924 ou Traumatocampa wilkinsoni (Tams 1926).